# Ерик Комри
Ерик Комри (енгл. Eric Comrie — Едмонтон, 6. јул 1995) професионални је канадски хокејаш на леду који игра на позицији голмана.
Члан је сениорске репрезентације Канаде за коју је на међународној сцени дебитовао на светском првенству 2017. године. 
Учествовао је на улазном драфту НХЛ лиге 2013. где га је као 59. пика у другој рунди одабрала екипа Винипег џетса.